# Horace Parnell Tuttle

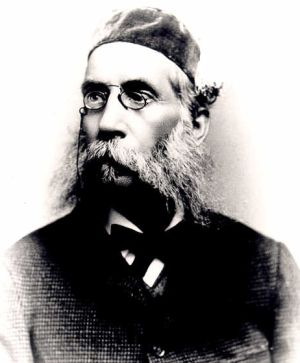
H. P. Tuttle, 1888 (USNO)

Horace Parnell Tuttle (* 17. März 1837 in Newfield, Maine; † 16. August 1923 in Falls Church, Virginia) war ein US-amerikanischer Astronom.

## Leben
1857 wurde Tuttle Assistent am Harvard College Observatory. Er entdeckte mehrere Kometen und war Mitentdecker der Kometen Swift-Tuttle (ursächlich für den Meteorstrom der Perseiden) und Tempel-Tuttle (ursächlich für den Meteoritenstrom der Leoniden). Dabei wurde er von Asaph Hall unterstützt, der die Bahnen der Himmelskörper berechnete. Darüber hinaus entdeckte Tuttle die Asteroiden (66) Maja und (73) Klytia (siehe Liste der Asteroiden).
1862 verließ er Harvard und nahm für neun Monate am Amerikanischen Bürgerkrieg teil, wobei er als Zahlmeister diente. In der Folgezeit war er bei der United States Navy beschäftigt und nahm an mehreren geographischen Missionen teil.
Ab 1884 nahm er seine Tätigkeit als Astronom wieder auf und arbeitete am United States Naval Observatory in Washington, D.C. Er lebte bis zu seinem Tod an einem Lungenödem im Jahr 1923 in der Gegend von Washington. In seinen letzten Lebensjahren war er durch einen Sturz im November 1921 geschwächt und erblindet. 

## Ehrungen
Der Asteroid (5036) Tuttle wurde nach ihm benannt.